# Seichi Akamine
Seiichi Akamine (em japonês:  赤嶺 晟一, Akamine Seiichi) foi um desportista e mestre de caratê japonês, do estilo Goju-ryu. Nasceu em 14 de maio de 1920, em Naha (Japão), e faleceu em 18 de julho de 1995, em São Paulo (Brasil). Foi um dos pioneiros a divulgar o caratê no Brasil e na América Latina, fundou a Associação Brasileira de
Karate, que depois virou a Confederação Brasileira de Karate que é a responsável pelo esporte no país. Também fundou a escola Ken shin kan[a] e praticou remo, natação e atletismo. Era descendente de samurais, mas o único dos irmão que enveredou pelas artes marciais, o budo.